# Kisity
Kisity (niem. Kissitten) – osada w Polsce położona w województwie warmińsko-mazurskim, w powiecie bartoszyckim, w gminie Bartoszyce. Miejscowość wchodzi w skład sołectwa Bezledy. W latach 1975–1998 miejscowość administracyjnie należała do województwa olsztyńskiego.
Wieś położona blisko granicy Polski z Rosją (Obwód królewiecki), na południowy wschód od Bezled. Niedaleko wsi znajduje się dawny szaniec Prusów. Nosi nazwę Szwedzkiego Szańca - wynika to jednak z faktu dużego wyludnienia i utraty ciągłości zasiedlenia w przeszłości. Nowi mieszkańcy pozostałości obronne nazwali najbardziej znanym sobie okresem wojennym (wojny szwedzkie), bez związku z rzeczywistą historią.

## Historia
Dawny majątek szlachecki. W 1889 r. łącznie z folwarkiem Kromarki obejmował obszar 618 ha. W tym czasie należał do rodziny von Kunheim.
W 1983 r. Kisity były osadą w sołectwie Solno, ujmowaną w spisie razem z miejscowością Głomno.